# Virginia Rodríguez i Rece
Virginia Rodríguez i Rece, també coneguda com a Vicky Rodríguez, (Barcelona, 22 de novembre de 1985) és una portera d'hoquei sobre patins catalana.
Formada al Club Hoquei Patí Bigues i Riells, va jugar al Patí Hoquei Club Sant Cugat entre 2005 i 2010. La temporada 2010-11 va fitxar pel Centre d'Esports Arenys de Munt, amb el qual va aconseguir una Supercopa Nacional Catalana i un subcampionat de la Copa de la Reina el 2011. Internacional amb la selecció catalana d'hoquei sobre patins, va proclamar-se campiona de la Copa Amèrica de 2011, subcampiona el 2007, i medalla de bronze el 2006. A nivell individual, va ser guardona amb el premi de la portera menys golejada de la Copa Amèrica de 2007.

## Palmarès
Clubs
- 1 Supercopa Nacional Catalana d'hoquei sobre patins femenina: 2010-11

Selecció catalana
- 1 medalla d'or a la Copa Amèrica d'hoquei sobre patins: 2011
- 1 medalla d'argent a la Copa Amèrica d'hoquei sobre patins: 2007
- 1 medalla de bronze a la Copa Amèrica d'hoquei sobre patins: 2006